# 1875 w literaturze
Wydarzenia literackie w 1875 roku.

## Wydarzenia

### Wydarzenia w Polsce
- 14 stycznia – Bolesław Prus ożenił się z Oktawią Trembińską.
- 23 listopada – polska premiera (w oryginalnej wersji językowej) opery Aida Giuseppe Verdiego (Warszawa).

## Nowe książki
- polskie
  - Biały Murzyn – powieść Michała Bałuckiego
  - Stary sługa – nowela Henryka Sienkiewicza
  - Z siedmioletniej wojny – druk powieści Józefa Ignacego Kraszewskiego
- zagraniczne
  - Młodzik – powieść Fiodora Dostojewskiego
  - Niewolnica Isaura – Bernardo Guimarães (zob. adaptacja telewizyjna)
  - Kudejar – powieść historyczna Mykoły Kostomarowa o rzekomym synu Zygmunta Batorego lub bracie Iwana IV Groźnego
  - Chancellor – powieść Juliusza Verne’a z cyklu Niezwykłe podróże
  - Tajemnicza wyspa – pierwsze wydanie oraz polski przekład powieści Juliusza Verne’a z cyklu Niezwykłe podróże
  - Grzech księdza Mouret – powieść Émila Zoli z cyklu Rougon-Macquartowie

## Nowe prace naukowe
- zagraniczne
  - Edward Blyth – Catalogue of the Mammals and Birds of Burma

## Urodzili się
- 12 stycznia – Marika Stiernstedt, szwedzka pisarka, dziennikarka, filantrop (zm. 1954)
- 17 stycznia – Florencio Sánchez, urugwajski dramatopisarz i dziennikarz (zm. 1910)
- 24 lutego – Aleksander Mardkowicz, polski pisarz, poeta i wydawca narodowości karaimskiej (zm. 1944)
- 15 marca – Henri Ghéon, francuski powieściopisarz, nowelista i dramaturg, jeden z przedstawicieli XX-wiecznego modernizmu (zm. 1944)
- 1 kwietnia – Edgar Wallace, angielski prozaik i poeta (zm. 1932)
- 29 kwietnia – Rafael Sabatini, włosko-brytyjski pisarz (zm. 1950)
- 5 maja – Borys Kleckin, żydowski wydawca literatury i prasy jidysz związany z Wilnem (zm. 1937)
- 6 czerwca – Thomas Mann, niemiecki pisarz (zm. 1955)
- 8 czerwca – Ernst Enno, estoński poeta, twórca poezji mistycznej (zm. 1934)
- 10 lipca – Edmund Clerihew Bentley, angielski poeta (zm. 1956)
- 19 lipca – Alice Dunbar Nelson, amerykańska poetka i publicystka (zm. 1935)
- 26 lipca – Antonio Machado, hiszpański poeta (zm. 1939)
- 26 sierpnia – John Buchan, szkocki pisarz i polityk (zm. 1940)
- 1 września – Edgar Rice Burroughs, amerykański pisarz (zm. 1950)
- 12 października – Aleister Crowley, angielski poeta i pisarz, filozof (zm. 1947)
- 20 października – Janina Mortkowiczowa, polska tłumaczka i wydawca (zm. 1960)
- 8 listopada – Qiu Jin, chińska poetka (zm. 1907)
- 27 listopada – Władysław Orkan, polski pisarz (zm. 1930)
- 4 grudnia – Rainer Maria Rilke, austriacki poeta i pisarz, przedstawiciel symbolizmu (zm. 1926)

## Zmarli
- 3 stycznia – Pierre Larousse, francuski pisarz, gramatyk, leksykograf i wydawca (ur. 1817)
- 4 sierpnia – Hans Christian Andersen, duński bajkopisarz (ur. 1805)